# 밀카

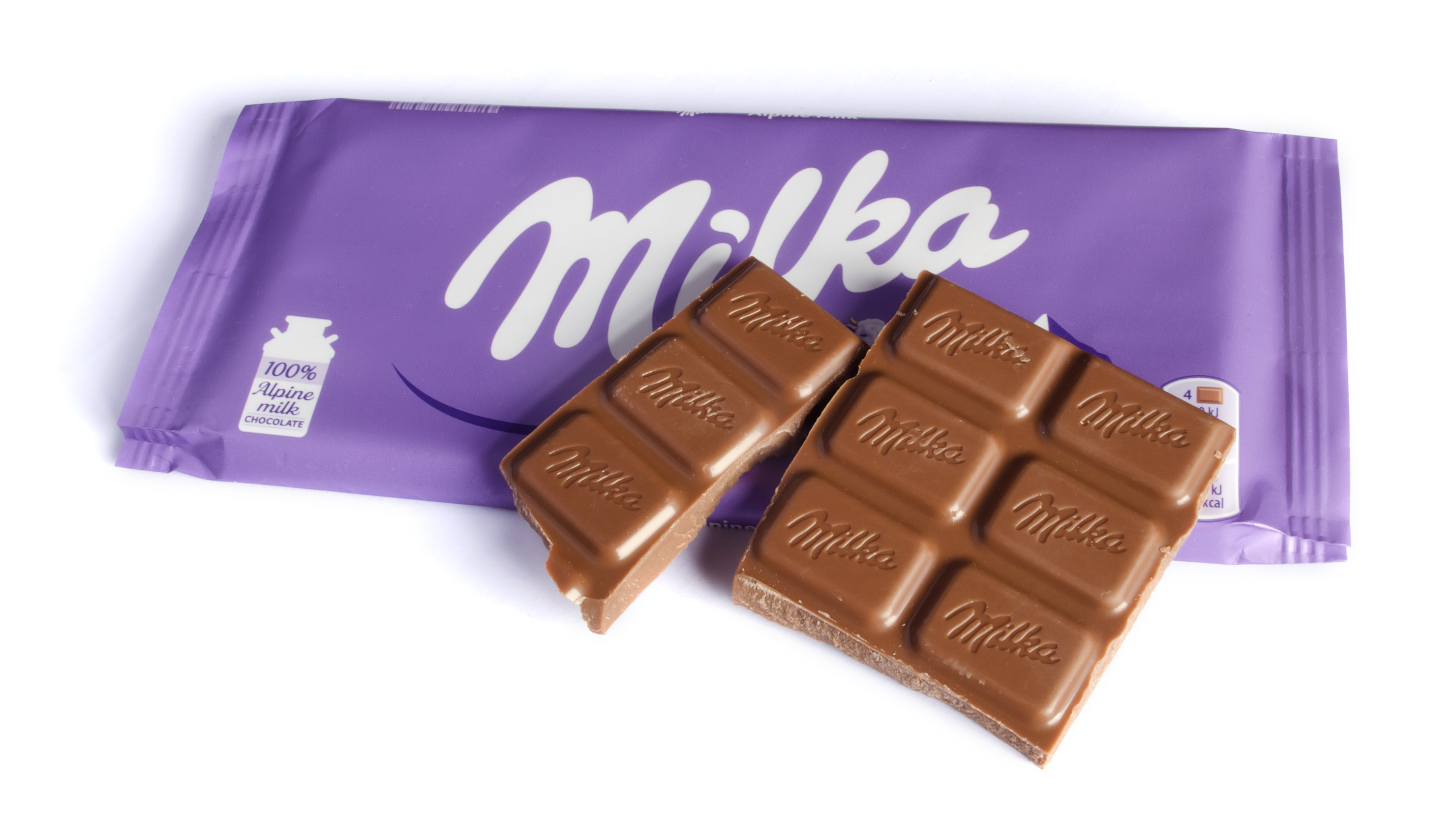

밀카(Milka)는 원래 수차드(Suchard)가 1901년 스위스에서 만든 스위스 초콜릿 과자 브랜드이다. 1901년부터 독일 뢰라흐(Lörrach)에서 생산되었다. 2012년부터 미국회사 몬델레즈 인터내셔널(Mondelez International)이 소유하고 있으며, 1990년에 브랜드를 인수한 이전 크래프트푸즈(Kraft Foods Inc.)의 단계를 따르기 시작했다. 2016년 수차드사를 프랑스 제과업체인 Carambar & Co.의 소유주 인 '유라지오'(Eurazeo)에 매각했다. 그러나 '밀카' 제품명은 매각하지 않고 몬델레즈 인터내셔널이 소유하고 있다. 부활절과 크리스마스를 위한 다양한 참신한 형태로 판매된다. 밀카 브랜드 제품에는 초콜릿으로 덮인 쿠키와 비스킷도 포함된다.
브랜드명은 제품의 두 가지 주요 성분인 "Milch"(우유)와 "Kakao"(코코아)의 합성어이다.